# Checkmate (film 1912)
Checkmate è un cortometraggio muto del 1912 sceneggiato e diretto da Horace Vinton.

## Produzione
Il film fu prodotto dalla Flying A (American Film Manufacturing Company).

## Distribuzione
Distribuito dalla Motion Picture Distributors and Sales Company, il film - un cortometraggio di 225 metri - uscì nelle sale cinematografiche USA l'8 aprile 1912. Nelle proiezioni, veniva programmato con il sistema dello split reel, accorpato in un'unica bobina con un altro cortometraggio prodotto dall'American Film Manufacturing Company, la commedia The Ranchman's Marathon.